# New Riegel (Ohio)
New Riegel es una villa ubicada en el condado de Seneca en el estado estadounidense de Ohio. En el Censo de 2010 tenía una población de 249 habitantes y una densidad poblacional de 480,7 personas por km².

## Geografía
New Riegel se encuentra ubicada en las coordenadas 41°3′7″N 83°19′8″O / 41.05194, -83.31889. Según la Oficina del Censo de los Estados Unidos, New Riegel tiene una superficie total de 0.52 km², de la cual 0.52 km² corresponden a tierra firme y (0%) 0 km² es agua.

## Demografía
Según el censo de 2010, había 249 personas residiendo en New Riegel. La densidad de población era de 480,7 hab./km². De los 249 habitantes, New Riegel estaba compuesto por el 98.8% blancos, el 0.8% eran afroamericanos, el 0% eran amerindios, el 0% eran asiáticos, el 0.4% eran isleños del Pacífico, el 0% eran de otras razas y el 0% pertenecían a dos o más razas. Del total de la población el 2.01% eran hispanos o latinos de cualquier raza.